# Jourgnac
Jourgnac település Franciaországban, Haute-Vienne megyében. Lakosainak száma 1112 fő (2022. január 1.). Jourgnac Bosmie-l’Aiguille, Nexon, Burgnac, Condat-sur-Vienne, Meilhac, Saint-Maurice-les-Brousses, Solignac és Le Vigen községekkel határos.

## Népesség
A település népességének változása:
| Lakosok száma | 1064 | 1095 | 1122 | 1110 | 1108 | 1106 | 1104 | 1109 | 1112 |
|               | 2013 | 2015 | 2016 | 2017 | 2018 | 2019 | 2020 | 2021 | 2022 |